# Ichneumon lucidus
Ichneumon lucidus är en stekelart som beskrevs av Cuvier 1833. Ichneumon lucidus ingår i släktet Ichneumon och familjen brokparasitsteklar. Inga underarter finns listade i Catalogue of Life.